# Чжан Ютін
Чжан Ютін (нар. 4 вересня 1999) — китайська шорт-трекістка, олімпійська чемпіонка 2022 року.

## Олімпійські ігри
| Рік  | Місто        | 500 метрів | 1000 метрів | Е | ЗЕ |
| ---- | ------------ | ---------- | ----------- | - | -- |
| 2022 | Пекін, Китай | 4          |             |   | 1  |